# Тобіас Франк
Тобіас Франк (нім. Tobias Frank, 5 квітня 1958) — німецький хокеїст на траві.
Срібний призер Олімпійських Ігор 1984, 1988 років.